# 피지 요리

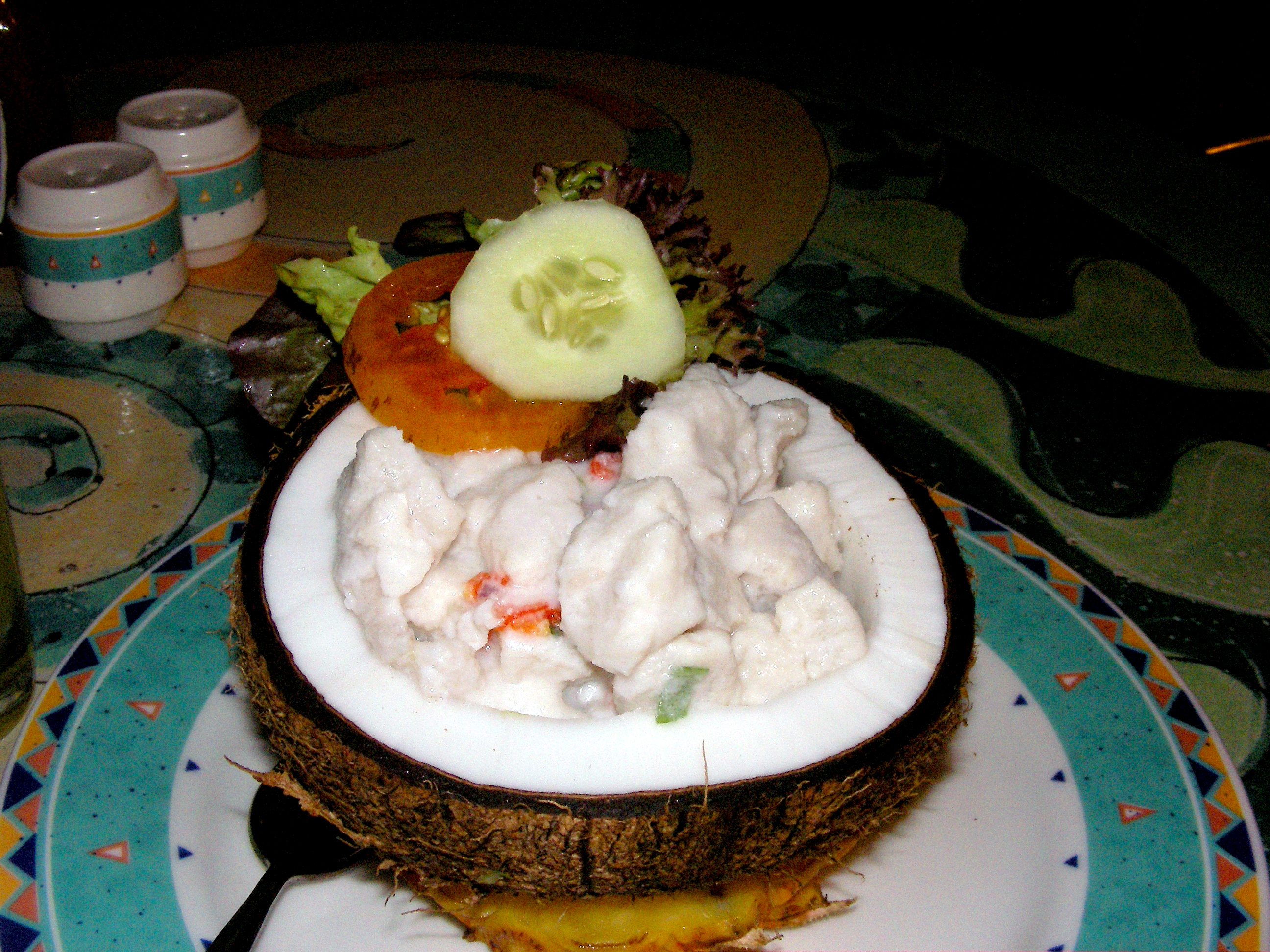
코코다

피지 요리(Fiji 料理, 영어: Fijian cuisine 피지언 퀴진[*], 피지어: kakana vaka-Viti 카카나 바카비치)는 멜라네시아에 있는 피지의 요리이다.

## 같이 보기
- 멜라네시아 요리